# هولوکاست در لیتوانی
هولوکاست در لیتوانی منجر به نابودی تقریباً کامل یهودیان لیتوانیایی (موسوم به لیتواک‌ها، Litvak) و لهستانی شد که در رایخس‌کومیساریات اوستلاند در جمهوری شوروی سوسیالیستی لیتوانی تحت اشغال آلمان نازی زندگی می‌کردند. از حدود ۲۰۸٬۰۰۰–۲۱۰٬۰۰۰ یهودی این مناطق، تخمین زده می‌شود که ۱۹۰٬۰۰۰–۱۹۵٬۰۰۰ تا پیش از پایان جنگ جهانی دوم و بیشتر آنها در میان ژوئن و دسامبر ۱۹۴۱، کشته شده باشند. بیش از ۹۵ درصد از جمعیت یهودی لیتوانی در طی سه سال اشغال آلمان کشته شدند، و این نابودی بزرگتر از هر کشور دیگری که تحت تأثیر هولوکاست قرار گرفته بود، صورت گرفت. تاریخ‌دانان دلیل این امر را همکاری گسترده در این نسل‌کشی توسط شبه‌نظامیان محلی غیر یهودی می‌دانند، اگرچه دلایل این همکاری هنوز مورد مناقشه هستند. هولوکاست منجر به بزرگترین تلفات جانی در طی مدت زمانی کوتاه در تاریخ لیتوانی شد.
حوادثی که در مناطق غربی اتحاد جماهیر شوروی سوسیالیستی اشغال شده توسط آلمان در هفته‌های نخست پس از حمله آلمان، از جمله در لیتوانی، رخ دادند، نقطه عطفی در تشدید هولوکاست به‌شمار می‌روند.
یکی از مولفه‌های مهم هولوکاست در لیتوانی این بود که دولت اشغالگر آلمان نازی با مقصر نشان دادن جامعه یهودی در انضمام اخیر لیتوانی به خاک شوروی در یک سال پیش از آن، به یهودستیزی دامن زد. عامل قابل توجه دیگر میزان اعتماد بالای نقشه‌پردازان نازی به همکاران محلی لیتوانیایی خود در ساماندهی، برنامه‌ریزی، و اجرای عملیات ضد یهودیان بود.
موضوع هولوکاست در لیتوانی و نقشی که لیتوانیایی‌ها، از جمله چندین ملی‌گرای برجسته لیتوانیایی، در نسل‌کشی داشتند، تا سال ۲۰۲۰ نیز همچنان بحث‌برانگیز است.

## پیشینه
پس از حمله آلمان و شوروی به لهستان در سپتامبر ۱۹۳۹، اتحادیه جماهیر شوروی در ۱۰ اکتبر پیمانی با لیتوانی امضا کرد و در ازای دریافت امتیازات نظامی، شهر ویلنو (که به ویلنا تغییر نام داد) را که جمعیتی عمدتاً لهستانی و یهودی داشت، به لیتوانی تحویل داد، و سپس پس از انتخاباتی پرمناقشه در ۱۹۴۰، آن را به خاک خود منضم کرد. حمله آلمان به اتحاد جماهیر شوروی، در ۲۲ ژوئن ۱۹۴۱، پس از یک سال اشغال اتحاد جماهیر شوروی اتفاق افتاد که خود منجر به تبعید دسته‌جمعی هزاران تن در سراسر حوزه بالتیک در تنها یک هفته پیش از حمله آلمان شده بود.
از نازی‌ها به عنوان «آزادی‌بخش» استقبال شد و شبه‌نظامیان نامنظم لیتوانی از آن‌ها علیه نیروهای در حال عقب‌نشینی شوروی پشتیبانی کردند. بسیاری از لیتوانیایی‌ها بر این باور بودند که آلمان اجازه خواهد داد تا استقلال کشور دوباره برقرار شود. به منظور دلجویی از آلمانی‌ها، برخی از افراد محلی اقدام به بروز احساسات یهودستیزانه قابل توجه کردند. آلمان نازی، که در هفته نخست حمله سرزمین‌های لیتوانی را تصرف کرده بود، از این وضعیت به سود خود بهره برد و در همان روزهای نخست اجازه تشکیل دولت موقت لیتوانی از سوی جبهه کنشگران لیتوانی را داد. برای مدت کوتاهی به نظر می‌رسید که آلمانی‌ها در آستانه اعطای خودمختاری قابل توجه به لیتوانی، همانند آنچه به جمهوری اسلواکی داده شده بود، هستند. با این حال، پس از حدود یک ماه، سازمان‌های لیتوانیایی مستقل‌تر در اوت و سپتامبر ۱۹۴۱ منحل شدند، و آلمان‌ها کنترل بیشتری را در دست گرفتند.

## نابودی یهودیان

### تخمین تعداد کشته‌ها

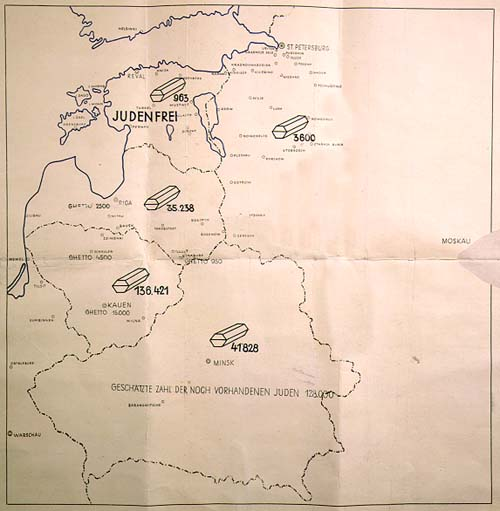
نقشه ای با عنوان «اعدام‌های یهودیان توسط آینزاتس‌گروپ A» به عنوان بخشی از گزارش اشتالکر. در این نقشه، که مهر «موضوع محرمانه رایش» خورده‌است، تعداد یهودیانی که در رایخس‌کومیساریات اوستلاند تیرباران شده‌اند نشان داده شده‌است. طبق این نقشه تعداد تخمینی یهودیان کشته شده در لیتوانی تا تاریخ ایجاد نقشه ۱۳۶٬۴۲۱ تن بوده‌است.

پیش از حمله آلمان، جمعیت یهودیان لیتوانی حدود ۲۱۰٬۰۰۰ نفر تخمین زده می‌شد (اداره آمار لیتوانی ادعا می‌کند تا یکم ژانویه ۱۹۴۱، نزدیک به ۲۰۸٬۰۰۰ یهودی در لیتوانی زدگی می‌کردند). این تخمین تعداد رسمی افراد مهاجرت کرده در اتحاد جماهیر شوروی پیش از جنگ را، به همراه تعداد فراریان از گتوهای کاوناس و ویلنا، و نیز نجات‌یافتگان از اردوگاه‌های نازی (نزدیک ۲٬۰۰۰–۳٬۰۰۰ تن) پس از آزادسازیشان توسط ارتش سرخ، در نظر می‌گیرد و تعداد کل کشته‌شدگان در هولوکاست را چیزی میان ۱۹۵٬۰۰۰ تا ۱۹۶٬۰۰۰ تن برآورد می‌کند. تخمین تعداد دقیق تلفات هولوکاست دشوار است و عدد گفته شده نمی‌تواند قطعی یا شک‌ناپذیر باشد. اعداد ارائه شده توسط تاریخ‌دانان گستره ای با تفاوت معنادار از ۱۶۵٬۰۰۰ تا ۲۵۴٬۰۰۰ تن را در بر می‌گیرند، و تخمین‌های با تعداد بالاتر احتمالاً شامل یهودیان غیر لیتوانیایی در میان سایر مخالفان رایش (تجربی) نیز می‌شوند که با عنوان «یهودی» کشته شده در لیتوانی آورده شده‌اند.
مداخله‌هایی نیز برای نجات یهودیان انجام شدند. در دوره ۱۶ ژوئیه تا ۳ اوت ۱۹۴۰، کنسول افتخاری هلند، یان زوارتندیک در کاوناس، بیش از ۲۲۰۰ یهودی را به مقصد کوراسائو، جزایر کارائیب، که مستعمره هلند بود و روادید نیاز نداشت، و نیز سورینام هلند (که پس از استقلال در ۱۹۷۵ نام سورینام به خود گرفت) بفرستد. یک مقام دولتی ژاپن نیز به نام سوگیهارا چیئونه وجود داشت که به عنوان معاون کنسول امپراتوری ژاپن در کاوناس فعالیت می‌کرد. در طول جنگ جهانی دوم، سوگیهارا با به خطر انداختن جان خود و خانواده‌اش و صدور روادید ترانزیتی کمک کرد تا حدود شش هزار یهودی از راه قلمروهای ژاپن از اروپا فرار کنند. یهودیان فراری پناهجویانی از لهستان غربی تحت اشغال آلمان و لهستان شرقی تحت اشغال شوروی و همچنین ساکنان لیتوانی بودند.

### رویدادهای هولوکاست

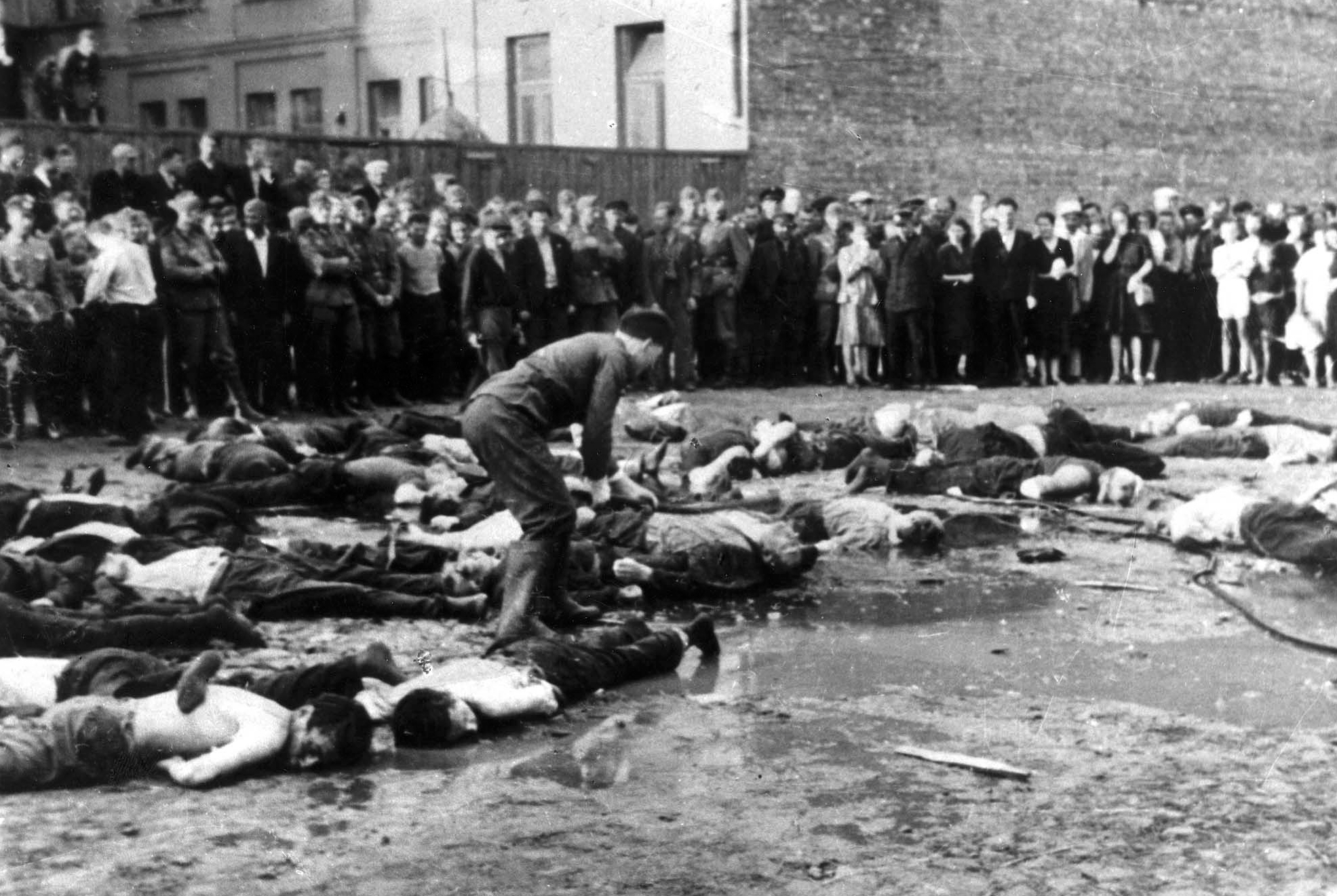
کشتار یهودیان توسط لیتوانیایی‌ها در گاراژ لیتوکیس در ۲۷ ژوئن ۱۹۴۱ در جریان پوگروم کاوناس. در پس زمینه، سربازان آلمانی و غیرنظامیان محلی، از جمله زنان و کودکان، تماشاگر این کشتار هستند.

از دیدگاه زمانی، نسل‌کشی در لیتوانی را می‌توان به سه مرحله تقسیم کرد: مرحله ۱، تابستان تا پایان ۱۹۴۱. مرحله ۲، دسامبر ۱۹۴۱ - مارس ۱۹۴۳؛ و مرحله ۳، آوریل ۱۹۴۳ - اواسط ژوئیه ۱۹۴۴.
بیشتر یهودیان لیتوانیایی در نخستین ماه‌های اشغال و پیش از پایان سال ۱۹۴۱ در مرحله نخست از میان رفتند. حمله نیروهای محور به اتحاد جماهیر شوروی از ۲۲ ژوئن ۱۹۴۱ آغاز شد و همزمان با خیزش ژوئن در لیتوانی بود. طی روزهای پیش از اشغال لیتوانی توسط آلمان، جبهه کنشگران لیتوانی با حمله به نیروهای شوروی، قدرت را در چندین شهر به دست گرفت، تبلیغات ضدیهودی را گسترش داد و اقدام به کشتار یهودیان و لهستانی‌های لیتوانیایی کرد. کشتاری قابل توجه در ۲۵ و ۲۶ ژوئن ۱۹۴۱ و هنگامی که الگیرداس کلیمایتیس به ۸۰۰ سرباز لیتوانیایی خود دستور آغاز پوگروم کاوناس را داد، صورت گرفت. فرانتس اشتالکر، افسر فرمانده اس‌اس آینزاتس‌گروپ A ادعا کرد که تا ۲۸ ژوئن ۳۸۰۰ تن در کاوناس و ۱۲۰۰ نفر دیگر در شهرهای اطراف منطقه کشته شده‌اند. مردان کلیمایتیس چندین کنیسه و حدود شصت خانه یهودیان را ویران کردند. در دهه ۱۹۹۰، تعداد قربانیان ادعا شده توسط اشتالکر مورد تردید قرار گرفت و بور بر این است که او احتمالاً در آمار خود بزرگنمایی کرده باشد.
جوخه‌های مرگ آلمان آینزاتس‌گروپن، به دنبال پیشروی واحدهای ارتش آلمان در ژوئن ۱۹۴۱ وارد صحنه شده و بلافاصله سازماندهی قتل یهودیان را آغاز کردند. نخستین عملیات ضبط شده مربوط به آینزاتس‌گروپ A در ۲۲ ژوئن ۱۹۴۱، در شهر مرزی گارگژدای، بود که یکی از قدیمی‌ترین مکان‌های اسکان یهودیان در آن کشور به‌شمار می‌رفت. در آن روز تقریباً ۸۰۰ یهودی در آنچه به عنوان «کشتار گارسدن» (عنوان شهر گارگژدای در زبان آلمانی) شناخته می‌شود، مورد اصابت گلوله قرار گرفتند. تقریباً ۱۰۰ لیتوانیایی غیر یهودی نیز اعدام شدند، بیشترشان به جرم تلاش برای کمک به یهودیان. حدود ۸۰٬۰۰۰ یهودی تا ماه اکتبر و حدود ۱۷۵٬۰۰۰ یهودی تا پایان سال کشته شدند.
اکثر یهودیان ساکن لیتوانی نه ناچار به زندگی در گتو شدند و نه به اردوگاه‌های کار اجباری نازی‌ها فرستاده شدند که در آن هنگام تازه در مراحل نخست عملیاتی خود بودند. در عوض، آنها در گودال‌هایی نزدیک محل‌های زندگیشان به ضرب گلوله کشته شدند، که بدنام‌ترین این رویدادها در ۲۹ اکتبر ۱۹۴۱ در دژ نهم در نزدیکی کاوناس، و نیز در جنگل پوناری در نزدیکی ویلنیوس رخ دادند. تا سال ۱۹۴۲، تنها حدود ۴۵٬۰۰۰ یهودی، که اغلبشان به گتوها و اردوگاه‌ها فرستاده شده بودند، زنده ماندند.
در مرحله دوم، سرعت کشتارها به این دلیل کاهش یافت که آلمان‌ها تصمیم گرفتند از یهودیان به عنوان کارگران اجباری برای کمک به ماشین جنگی آلمان استفاده کنند. در مرحله سوم، نابودی یهودیان دوباره از اولویت بالایی برخوردار شد. در آن مرحله بود که گتوها و اردوگاه‌های کاری برچیده شدند.
دو عامل در نابودی سریع یهودیان لیتوانی نقش داشتند؛ نخست، پشتیبانی قابل توجه مردم محلی لیتوانی از «یهودی‌زدایی» کشورشان بود؛ و دوم نقشه آلمان برای استعمار زودهنگام لیتوانی - که با پروس خاوری آلمان هم‌مرز بود - مطابق با «طرح جامع برای شرق» آنها. از این رو اولویت بالایی برای نابودی جامعه نسبتاً کوچک یهودیان لیتوانی گذاشته شد.

### همکاری همدستان محلی

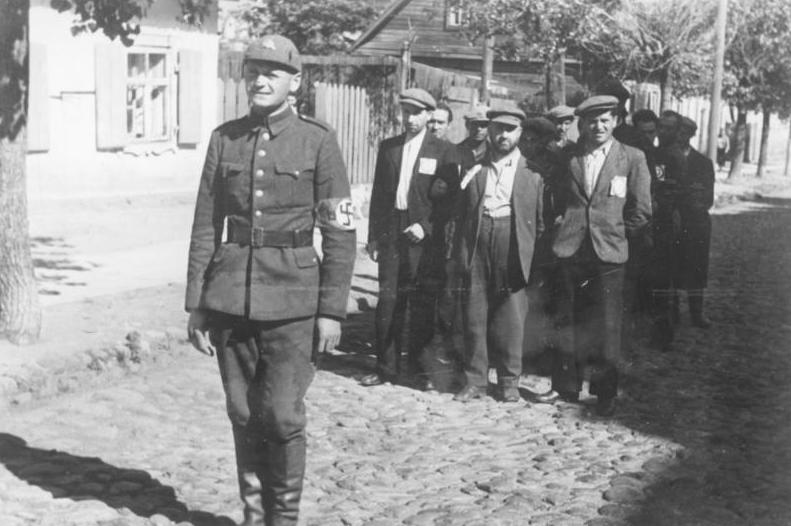
یکی از اعضای پلیس امنیت لیتوانی در حال جلو بردن مردان یهودی در ویلنیوس، ۱۹۴۱

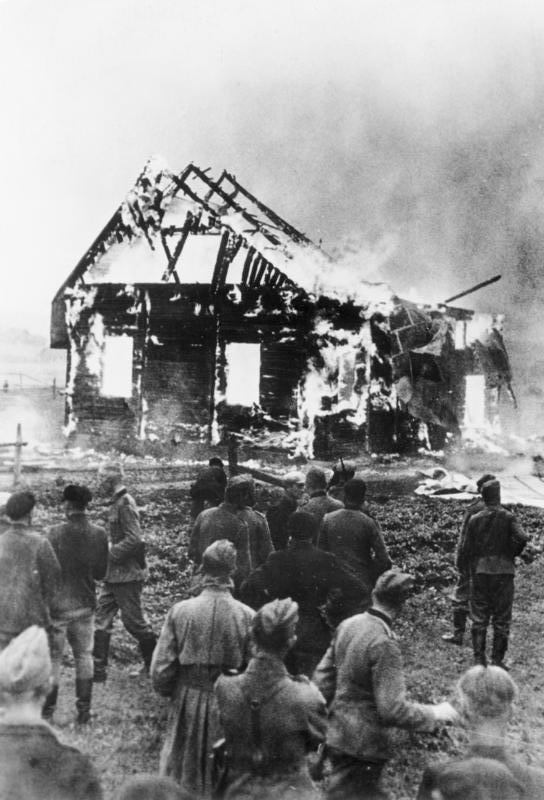
سربازان آلمانی و لیتوانیایی به آتش کشیده شدن یک کنیسه را تماشا می‌کنند، ۹ ژوئیه ۱۹۴۱

دینا پورات، تاریخ‌دان ارشد ید وشم می‌نویسد که «لیتوانیایی‌ها [به آینزاتس‌گروپن] نشان دادند که چگونه می‌توان زنان و کودکان را کشت و چه بسا این کار را برای آن عادی ساختند… در حقیقت، در آغاز حمله، یگان‌های آلمانی بیشتر مردان را به قتل می‌رساندند، در حالی که لیتوانیایی‌ها بدون استثنا می‌کشتند.»
دولت آلمان نازی کشتار سازمان یافته یهودیان لیتوانیایی را هدایت و پشتیبانی می‌کرد. همدستان محلی لیتوانیایی نازی‌ها تدارکات لازم را برای آماده‌سازی و اجرای کشتارها تحت نظارت نازی‌ها صورت می‌دادند. اس‌اس-بریگادفورر، فرانتس والتر اشتالکر در ۲۵ ژوئن ۱۹۴۱ وارد کاوناس شد و برای تشویق به کشتن یهودیان در شهر سخنرانی‌های تحریک آمیزی انجام داد. او نخست در ساختمان سابق وزارت امنیت خارجه سخنرانی کرد، اما مقام‌ها در آنجا از هرگونه اقدامی خودداری کردند. وی سپس در شهر سخنرانی کرد. در گزارشی مربوط به ۱۵ اکتبر، اشتالکر نوشت که آنها موفق شده‌اند اقدامات واحد پیشتاز خود (Vorkommando) را پنهان نگه دارند، تا به نظر برسد که این ابتکار عمل مردم محلی بوده‌است. گروهی از پارتیزان‌های واحدهای مدنی وابسته به گروه‌های ضدشوروی ملی‌گرا-راستگرا، به محض ورود آلمانی‌ها به سرزمین‌های لیتوانیایی با آن‌ها تماس برقرار کردند. یک واحد از شورشیان به سرپرستی آلگیرداس کلیمایتیس و با پشتیبانی زیخرهایتس‌پولیتزای و اس دی در شب ۲۵ تا ۲۶ ژوئن ۱۹۴۱ اقدام به برپایی پوگروم‌های ضدیهودی در کاوناس کرد. طی چند روز آینده بیش از هزار یهودی در جریان این نخستین کشتار در لیتوانی تحت اشغال نازی‌ها از میان رفتند. منابع گوناگون آمار مختلفی از کشتار را ذکر کرده‌اند، که یکی شامل ۱۵۰۰ یهودی می‌شود و دیگری شامل ۳۸۰۰ تن به علاوه قربانیان اضافی در سایر شهرهای منطقه.
در ۲۴ ژوئن ۱۹۴۱، پلیس امنیت لیتوانی (به لیتوانیایی: Lietuvos saugumo policija)، که تابع پلیس امنیت و پلیس جنایی آلمان نازی می‌شد، ایجاد شد. بعدها این پلیس در اقدامات گوناگون علیه یهودیان و دیگر دشمنان رژیم نازی نقش مؤثری داشت. فرماندهان نازی گزارش‌هایی را منتشر کردند که ادعا می‌کرد «جانفشانی» گردان‌های پلیس لیتوانی از خود آلمانی‌ها نیز فراتر بود. بدنام‌ترین واحد لیتوانیایی شرکت کننده در هولوکاست یپاتینگاسیس بوریس (زیرمجموعه اس دی آلمان) از منطقه ویلنیوس بود که ده‌ها هزار یهودی، لهستانی و افراد دیگر را در جریان کشتار پوناری به قتل رساند. یکی دیگر از سازمان‌های لیتوانیایی که در هولوکاست شرکت داشت، گارد کارگری لیتوانی بود. بسیاری از طرفداران لیتوانیایی سیاست‌های نازی‌ها عضو سازمان فاشیستی گرگ آهنین بودند. در کل، دولت ملی‌گرای لیتوانی به نابودی یهودیان به عنوان دشمنانی فرضی و رقیبان بالقوه لیتوانیایی‌های بومی علاقه داشت و بنابراین نه تنها با سیاست‌های هولوکاست نازی‌ها مخالفت نکرد، بلکه در واقع آن را به عنوان سیاستی از آن خود پذیرفت.
چندین عامل برای توضیح همکاری برخی از لیتوانیایی‌ها در نسل‌کشی علیه یهودیان ذکر شده‌اند. این عوامل شامل سنت‌ها و ارزش‌های ملی، از جمله یهودستیزی که در سراسر اروپای مرکزی معاصر متداول بود، و نیز تمایل خاص لیتوانیایی به داشتن ملت-دولتی «ناب» از لیتوانیایی‌ها، که باور بر این بود که جمعیت یهودی با آن ناسازگار است. تعدادی از عوامل دیگر مانند مشکلات شدید اقتصادی که منجر به کشته شدن یهودیان بر سر دارایی‌های شخصیشان شد، نیز آررده شده‌اند. در نهایت نیز، این عامل که در دوره ای که به حمله آلمانی‌ها به لیتوانی منجر شد، یهودیان مقصر همه سیه‌روزی‌هایی معرفی شدند که بر سر لیتوانی آمده بودند، از جمله اشغال لیتوانی توسط شوروی. همکاری مردم و موسسات محلی، به تعداد نسبتاً زیاد، در نابودی یهودیان لیتوانی به عاملی تعیین‌کننده در هولوکاست تبدیل شد.
با این حال، همه مردم لیتوانیایی نیز از این کشتارها پشتیبانی نمی‌کردند، و صدها تن جان خود را بر سر پناه دادن به یهودیان به خطر انداختند. اسرائیل ۸۹۱ لیتوانیایی را (آمار تا یکم ژانویه ۲۰۱۷) به دلیل به خطر انداختن جان خود برای نجات یهودیان در طول هولوکاست، به عنوان درستکار در میان ملل شناخته‌است. علاوه بر این، بسیاری از اعضای اقلیت لهستانی در لیتوانی نیز به پناه دادن به یهودیان کمک کردند. لیتوانیایی‌ها و لهستانی‌هایی که جان خود را برای نجات یهودیان به خطر می‌انداختند، مورد آزار و اذیت قرار گرفته و اغلب توسط نازی‌ها اعدام می‌شدند.